# 거기수
거기수(擧旗手 라틴어: Vexillarius)란 로마 군단(레기온)의 기수로서, 군단의 이름과 상징이 새겨진 벡실룸을 들고 다녔다. 벡실룸은 로마 군단 특유의 기로 다른 기들과 달리 깃대의 끝부분에 수직방향의 막대에 매단 정사각형 모양의 기였다. 기병대와 보병대 양쪽에서 쓰였다.

## 같이 보기
- 시그니페르
- 제상수